# 23e législature du Canada

La distribution initiale des sièges de la du Canada.

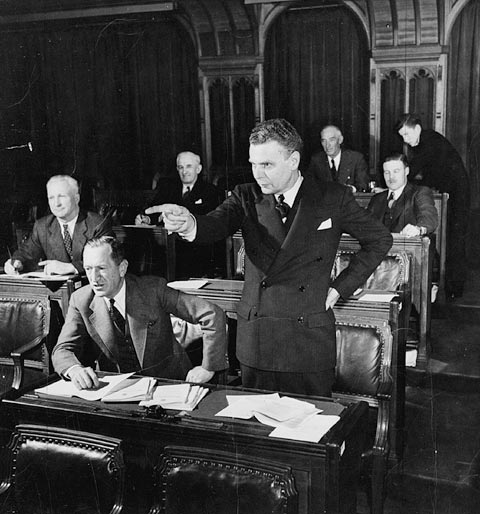
John George Diefenbaker est premier ministre durant la.

La 23e législature du Canada est en session du 14 octobre 1957 au 1er février 1958. Sa composition est déterminée par les élections de 1957, tenues le 10 juin 1957, et légèrement modifiée par des démissions et des élections partielles survenues avant les élections de 1958.
Elle est la seule législature à être ouverte par la reine Élisabeth II, normalement cette tâche revenant à son représentant, le gouverneur général.
Le Parlement sous la 23e législature est contrôlé par la minorité parlementaire du Parti progressiste-conservateur ayant à sa tête John George Diefenbaker. L'opposition officielle est représentée par le Parti libéral dirigé initialement par Louis St-Laurent et ensuite par Lester B. Pearson.
Elle est la deuxième plus courte législature de l'histoire parlementaire canadienne. Le président de la Chambre est Roland Michener, futur gouverneur général du Canada.
Voici l'unique session parlementaire de la 23e législature :
| Session | Début           | Fin              |
| ------- | --------------- | ---------------- |
| 1re     | 14 octobre 1957 | 1er février 1958 |

## Liste des députés
Les circonscriptions marquées d'un astérisque (*) indiquent qu'elles sont représentées par deux députés.

### Alberta
| Circonscription      | Circonscription | Nom                     | Parti         |
| -------------------- | --------------- | ----------------------- | ------------- |
| Acadia               |                 | Victor Quelch           | Crédit social |
| Athabaska            |                 | Joseph Miville Dechene  | PLC           |
| Battle River—Camrose |                 | James Alexander Smith   | Crédit social |
| Bow River            |                 | Charles Edward Johnston | Crédit social |
| Calgary-Nord         |                 | Douglas Harkness        | PC            |
| Calgary-Sud          |                 | Arthur Ryan Smith       | PC            |
| Edmonton-Est         |                 | Ambrose A. Holowach     | Crédit social |
| Edmonton-Ouest       |                 | Marcel Lambert          | PC            |
| Edmonton—Strathcona  |                 | Sydney Herbert Thompson | Crédit social |
| Jasper—Edson         |                 | Charles Yuill           | Crédit social |
| Lethbridge           |                 | John Horne Blackmore    | Crédit social |
| Macleod              |                 | Ernest George Hansell   | Crédit social |
| Medicine Hat         |                 | Bud Olson               | Crédit social |
| Peace River          |                 | Solon Earl Low          | Crédit social |
| Red Deer             |                 | Frederick Davis Shaw    | Crédit social |
| Vegreville           |                 | Peter Stefura           | Crédit social |
| Wetaskiwin           |                 | Ray Thomas              | Crédit social |

### Colombie-Britannique
| Circonscription     | Circonscription | Nom                       | Parti         |
| ------------------- | --------------- | ------------------------- | ------------- |
| Burnaby—Coquitlam   |                 | Erhart Regier             | CCF           |
| Burnaby—Richmond    |                 | Thomas Irwin              | Crédit social |
| Cariboo             |                 | Bert Leboe                | Crédit social |
| Coast—Capilano      |                 | James Sinclair            | PLC           |
| Comox—Alberni       |                 | Thomas Speakman Barnett   | CCF           |
| Esquimalt—Saanich   |                 | George Randolph Pearkes   | PC            |
| Fraser Valley       |                 | Alexander Bell Patterson  | Crédit social |
| Kamloops            |                 | Edmund Davie Fulton       | PC            |
| Kootenay-Est        |                 | Jim Byrne                 | PLC           |
| Kootenay-Ouest      |                 | Herbert Wilfred Herridge  | CCF           |
| Nanaimo             |                 | Colin Cameron             | CCF           |
| New Westminster     |                 | George Hahn               | Crédit social |
| Okanagan Boundary   |                 | Frank Christian           | Crédit social |
| Okanagan—Revelstoke |                 | George McLeod             | Crédit social |
| Skeena              |                 | Frank Howard              | CCF           |
| Vancouver—Burrard   |                 | John Russell Taylor       | PC            |
| Vancouver-Centre    |                 | Douglas Jung              | PC            |
| Vancouver-Est       |                 | Harold Edward Winch       | CCF           |
| Vancouver Kingsway  |                 | Alexander Macdonald       | CCF           |
| Vancouver Quadra    |                 | Howard Charles Green      | PC            |
| Vancouver-Sud       |                 | Ernest James Broome       | PC            |
| Victoria            |                 | Albert DeBurgo McPhillips | PC            |

### Île-du-Prince-Édouard
| Circonscription | Circonscription | Nom                      | Parti |
| --------------- | --------------- | ------------------------ | ----- |
| King's          |                 | John Augustine Macdonald | PC    |
| Prince          |                 | Orville Howard Phillips  | PC    |
| Queen's*        |                 | John Angus Maclean       | PC    |
| Queen's*        |                 | Heath MacQuarrie         | PC    |

### Manitoba
| Circonscription      | Circonscription | Nom                      | Parti   |
| -------------------- | --------------- | ------------------------ | ------- |
| Brandon—Souris       |                 | Walter Dinsdale          | PC      |
| Churchill            |                 | Robert Simpson           | PC      |
| Dauphin              |                 | Fred Zaplitny            | CCF     |
| Lisgar               |                 | George Robson Muir       | PC      |
| Marquette            |                 | Nick Mandziuk            | PC      |
| Portage—Neepawa      |                 | George Clark Fairfield   | PC      |
| Provencher           |                 | Warner Herbert Jorgenson | PC      |
| Selkirk              |                 | William Bryce            | CCF     |
| Springfield          |                 | Jacob Schulz             | CCF     |
| Saint-Boniface       |                 | Louis Deniset            | Libéral |
| Winnipeg-Nord        |                 | Alistair Stewart         | CCF     |
| Winnipeg-Nord-Centre |                 | Stanley Knowles          | CCF     |
| Winnipeg-Sud         |                 | Gordon Chown             | PC      |
| Winnipeg-Sud-Centre  |                 | Gordon Churchill         | PC      |

### Nouveau-Brunswick
| Circonscription          | Circonscription | Nom                   | Parti |
| ------------------------ | --------------- | --------------------- | ----- |
| Charlotte                |                 | Andrew Wesley Stuart  | PLC   |
| Gloucester               |                 | Hédard Robichaud      | PLC   |
| Kent                     |                 | Hervé Michaud         | PLC   |
| Northumberland—Miramichi |                 | George Roy McWilliam  | PLC   |
| Restigouche—Madawaska    |                 | Charles Van Horne     | PC    |
| Royal                    |                 | Alfred Johnson Brooks | PC    |
| Saint-Jean—Albert        |                 | Thomas Miller Bell    | PC    |
| Victoria—Carleton        |                 | Gage Montgomery       | PC    |
| Westmorland              |                 | Henry Murphy          | PLC   |
| York—Sunbury             |                 | John Chester Macrae   | PC    |

### Nouvelle-Écosse
| Circonscription          | Circonscription | Nom                       | Parti |
| ------------------------ | --------------- | ------------------------- | ----- |
| Antigonish—Guysborough   |                 | Angus Ronald Macdonald    | PC    |
| Cap-Breton-Victoria-Nord |                 | Robert Muir               | PC    |
| Cap-Breton-Sud           |                 | Donald Macinnis           | PC    |
| Colchester—Hants         |                 | Cyril Frost Kennedy       | PC    |
| Cumberland               |                 | Robert Coates             | PC    |
| Digby—Annapolis—Kings    |                 | George Nowlan             | PC    |
| Halifax*                 |                 | Robert Jardine McCleave   | PC    |
| Halifax*                 |                 | Edmund Leverett Morris    | PC    |
| Inverness—Richmond       |                 | Allan MacEachen           | PLC   |
| Pictou                   |                 | Howard Russell Macewan    | PC    |
| Queens—Lunenburg         |                 | Lloyd Crouse              | PC    |
| Shelburne—Yarmouth—Clare |                 | Thomas Andrew Murray Kirk | PLC   |

### Ontario
| Circonscription      | Circonscription | Nom                                                    | Parti                |
| -------------------- | --------------- | ------------------------------------------------------ | -------------------- |
| Algoma-Est           |                 | Lester B. Pearson                                      | PLC                  |
| Algoma-Ouest         |                 | George E. Nixon                                        | PLC                  |
| Brantford            |                 | Jack Wratten                                           | PC                   |
| Brant—Haldimand      |                 | John A. Charlton                                       | PC                   |
| Broadview            |                 | George Hees                                            | PC                   |
| Bruce                |                 | Andrew Ernest Robinson                                 | PC                   |
| Carleton             |                 | Dick Bell                                              | PC                   |
| Cochrane             |                 | Joseph-Alphonse-Anaclet Habel                          | PLC                  |
| Danforth             |                 | Robert Hardy Small                                     | PC                   |
| Davenport            |                 | Douglas Morton                                         | PC                   |
| Dufferin—Simcoe      |                 | William Earl Rowe                                      | PC                   |
| Durham               |                 | Reginald Percy Vivian                                  | PC                   |
| Eglinton             |                 | Donald Fleming                                         | PC                   |
| Elgin                |                 | James Alexander McBain                                 | PC                   |
| Essex-Est            |                 | Paul Joseph James Martin                               | PLC                  |
| Essex-Ouest          |                 | Donald Ferguson Brown                                  | PLC                  |
| Essex-Sud            |                 | Richard Devere Thrasher                                | PC                   |
| Fort-William         |                 | Daniel McIvor                                          | PLC                  |
| Glengarry—Prescott   |                 | Osie Villeneuve                                        | PC                   |
| Greenwood            |                 | James MacKerras Macdonnell                             | PC                   |
| Grenville—Dundas     |                 | Arza Clair Casselman                                   | PC                   |
| Grey—Bruce           |                 | Eric Winkler                                           | PC                   |
| Grey-Nord            |                 | Percy Verner Noble                                     | PC                   |
| Halton               |                 | Charles Alexander Best                                 | PC                   |
| Hamilton-Est         |                 | Quinto Martini (en)                                    | PC                   |
| Hamilton-Ouest       |                 | Ellen Fairclough                                       | PC                   |
| Hamilton-Sud         |                 | Bob McDonald                                           | PC                   |
| Hastings—Frontenac   |                 | George Stanley White (au 20 août 1957, nommé au Sénat) | PC                   |
| Hastings—Frontenac   |                 | Sidney Smith (élection partielle en 1957)              | PC                   |
| Hastings-Sud         |                 | Lee Grills                                             | PC                   |
| High Park            |                 | John Kucherepa                                         | PC                   |
| Huron                |                 | Elston Cardiff                                         | PC                   |
| Kenora—Rainy River   |                 | William Moore Benidickson                              | Libéral-travailliste |
| Kent                 |                 | Edward Blake Huffman                                   | PLC                  |
| Kingston             |                 | William James Henderson                                | PLC                  |
| Lambton—Kent         |                 | Ernest John Campbell                                   | PC                   |
| Lambton-Ouest        |                 | Joseph Warner Murphy                                   | PC                   |
| Lanark               |                 | William Gourlay Blair (décédé le 16 juin 1957)         | PC                   |
| Lanark               |                 | George Henry Doucett (élection partielle en 1957)      | PC                   |
| Leeds                |                 | Hayden Stanton                                         | PC                   |
| Lincoln              |                 | John Smith                                             | PC                   |
| London               |                 | George Ernest Halpenny                                 | PC                   |
| Middlesex-Est        |                 | Harry Oliver White                                     | PC                   |
| Middlesex-Ouest      |                 | William Howell Arthur Thomas                           | PC                   |
| Niagara Falls        |                 | William Limburg Houck                                  | PLC                  |
| Nickel Belt          |                 | Léoda Gauthier                                         | PLC                  |
| Nipissing            |                 | Jack Garland                                           | PLC                  |
| Norfolk              |                 | John Evans Knowles                                     | PC                   |
| Northumberland       |                 | Benjamin Cope (Ben) Thompson                           | PC                   |
| Ontario              |                 | Michael Starr                                          | PC                   |
| Ottawa-Est           |                 | Jean-Thomas Richard                                    | PLC                  |
| Ottawa-Ouest         |                 | George McIlraith                                       | PLC                  |
| Oxford               |                 | Wally Nesbitt                                          | PC                   |
| Parkdale             |                 | Arthur Edward Martin Maloney                           | PC                   |
| Parry Sound—Muskoka  |                 | Gordon Aiken                                           | PC                   |
| Peel                 |                 | John Pallett                                           | PC                   |
| Perth                |                 | Jay Monteith                                           | PC                   |
| Peterborough         |                 | Gordon Knapman Fraser                                  | PC                   |
| Port Arthur          |                 | Doug Fisher                                            | CCF                  |
| Prince Edward—Lennox |                 | Clarence Adam Milligan                                 | PC                   |
| Renfrew-Nord         |                 | James Forgie                                           | PLC                  |
| Renfrew-Sud          |                 | James William Baskin                                   | PC                   |
| Rosedale             |                 | David James Walker                                     | PC                   |
| Russell              |                 | Joseph-Omer Gour                                       | PLC                  |
| St. Paul's           |                 | Roland Michener                                        | PC                   |
| Simcoe-Est           |                 | Philip Bernard Rynard                                  | PC                   |
| Simcoe-Nord          |                 | Heber Smith                                            | PC                   |
| Spadina              |                 | Charles Edward Rea                                     | PC                   |
| Stormont             |                 | Albert Peter Lavigne                                   | PLC                  |
| Sudbury              |                 | Rodger Mitchell                                        | PLC                  |
| Timiskaming          |                 | Arnold Peters                                          | CCF                  |
| Timmins              |                 | Murdo Martin                                           | CCF                  |
| Trinity              |                 | Stanley Haidasz                                        | PLC                  |
| Victoria             |                 | Clayton Hodgson                                        | PC                   |
| Waterloo-Nord        |                 | Norman Schneider                                       | PLC                  |
| Waterloo-Sud         |                 | William Anderson                                       | PC                   |
| Welland              |                 | William Hector McMillan                                | PLC                  |
| Wellington—Huron     |                 | Marvin Howe                                            | PC                   |
| Wellington-Sud       |                 | Alfred Hales                                           | PC                   |
| Wentworth            |                 | Frank Exton Lennard                                    | PC                   |
| York-Centre          |                 | Fred C. Stinson                                        | PC                   |
| York-Est             |                 | Robert Henry McGregor                                  | PC                   |
| York—Humber          |                 | Margaret Aitken                                        | PC                   |
| York-Nord            |                 | Cecil A. (Tiny) Cathers                                | PC                   |
| York—Scarborough     |                 | Frank Charles McGee                                    | PC                   |
| York-Ouest           |                 | John Borden Hamilton                                   | PC                   |
| York-Sud             |                 | William George Beech                                   | PC                   |

### Québec
| Circonscription                   | Circonscription | Nom                            | Parti          |
| --------------------------------- | --------------- | ------------------------------ | -------------- |
| Argenteuil—Deux-Montagnes         |                 | Philippe Valois                | PLC            |
| Beauce                            |                 | Raoul Poulin                   | Indépendant    |
| Beauharnois—Salaberry             |                 | Robert Cauchon                 | PLC            |
| Bellechasse                       |                 | Ovide Laflamme                 | PLC            |
| Berthier—Maskinongé—de Lanaudière |                 | Joseph Langlois                | PLC            |
| Bonaventure                       |                 | Nérée Arsenault                | PC             |
| Brome—Missisquoi                  |                 | Joseph-Léon Deslières          | PLC            |
| Cartier                           |                 | Leon David Crestohl            | PLC            |
| Chambly—Rouville                  |                 | Yvon L'Heureux                 | PLC            |
| Champlain                         |                 | Joseph Irenée Rochefort        | PLC            |
| Chapleau                          |                 | Charles-Noël Barbès            | PLC            |
| Charlevoix                        |                 | Auguste Maltais                | PLC            |
| Châteauguay—Huntingdon—Laprairie  |                 | Jean Boucher                   | PLC            |
| Chicoutimi                        |                 | Rosaire Gauthier               | PLC            |
| Compton—Frontenac                 |                 | Joseph-Adéodat Blanchette      | PLC            |
| Dollard                           |                 | Guy Rouleau                    | PLC            |
| Dorchester                        |                 | Joseph-Armand Landry           | PLC            |
| Drummond—Arthabaska               |                 | Samuel Boulanger               | PLC            |
| Gaspé                             |                 | Roland Léo English             | PC             |
| Gatineau                          |                 | Rodolphe Leduc                 | PLC            |
| Hochelaga                         |                 | Raymond Eudes                  | PLC            |
| Hull                              |                 | Alexis Pierre Caron            | PLC            |
| Îles-de-la-Madeleine              |                 | Charles-Arthur Dumoulin Cannon | PLC            |
| Jacques-Cartier—Lasalle           |                 | Robert John Pratt              | PC             |
| Joliette—L'Assomption—Montcalm    |                 | Maurice Breton                 | PLC            |
| Kamouraska                        |                 | Benoît Chabot                  | Indépendant    |
| Labelle                           |                 | Henri Courtemanche             | PC indépendant |
| Lac-Saint-Jean                    |                 | André Gauthier                 | PLC            |
| Lafontaine                        |                 | J.-Georges Ratelle             | PLC            |
| Lapointe                          |                 | Augustin Brassard              | PLC            |
| Laurier                           |                 | Lionel Chevrier                | PLC            |
| Laval                             |                 | Léopold Demers                 | PLC            |
| Lévis                             |                 | Maurice Bourget                | PLC            |
| Longueuil                         |                 | Auguste Vincent                | PLC            |
| Lotbinière                        |                 | Raymond O'Hurley               | PC             |
| Maisonneuve—Rosemont              |                 | Jean-Paul Deschatelets         | PLC            |
| Matapédia—Matane                  |                 | Léandre Thibault               | PLC            |
| Mégantic                          |                 | Joseph Lafontaine              | PLC            |
| Mercier                           |                 | Marcel Monette                 | PLC            |
| Montmagny—L'Islet                 |                 | Jean Lesage                    | PLC            |
| Mont-Royal                        |                 | Alan Aylesworth Macnaughton    | PLC            |
| Nicolet—Yamaska                   |                 | Paul Comtois                   | PC             |
| Notre-Dame-de-Grâce               |                 | William McLean Hamilton        | PC             |
| Outremont—Saint-Jean              |                 | Romuald Bourque                | PLC            |
| Papineau                          |                 | Adrien Meunier                 | PLC            |
| Pontiac—Témiscamingue             |                 | John Hugh Proudfoot            | PLC            |
| Portneuf                          |                 | Pierre Gauthier                | PLC            |
| Québec—Montmorency                |                 | Wilfrid Lacroix                | PLC            |
| Québec-Est                        |                 | Louis St. Laurent              | PLC            |
| Québec-Ouest                      |                 | René Bégin                     | PLC            |
| Québec-Sud                        |                 | Francis Gavan Power            | PLC            |
| Richelieu—Verchères               |                 | Lucien Cardin                  | PLC            |
| Richmond—Wolfe                    |                 | Ernest-Omer Gingras            | PLC            |
| Rimouski                          |                 | Gérard Légaré                  | PLC            |
| Roberval                          |                 | Georges Villeneuve             | PLC            |
| Saguenay                          |                 | Lomer Brisson                  | PLC            |
| Sainte-Anne                       |                 | Gérard Loiselle                | PLC            |
| Saint-Antoine—Westmount           |                 | George Carlyle Marler          | PLC            |
| Saint-Denis                       |                 | Azellus Denis                  | PLC            |
| Saint-Henri                       |                 | Joseph-Arsène Bonnier          | PLC            |
| Saint-Hyacinthe—Bagot             |                 | Théogène Ricard                | PC             |
| Saint-Jacques                     |                 | Roland Beaudry                 | PLC            |
| Saint-Jean—Iberville—Napierville  |                 | J.-Armand Ménard               | PLC            |
| Saint-Laurent—Saint-Georges       |                 | Claude Sartoris Richardson     | PLC            |
| Sainte-Marie                      |                 | Hector Dupuis                  | PLC            |
| Saint-Maurice—Laflèche            |                 | Joseph-Adolphe Richard         | PLC            |
| Shefford                          |                 | Marcel Boivin                  | PLC            |
| Sherbrooke                        |                 | Maurice Gingues                | PLC            |
| Stanstead                         |                 | Louis-Édouard Roberge          | PLC            |
| Témiscouata                       |                 | Jean-Paul Saint-Laurent        | PLC            |
| Terrebonne                        |                 | Raymond Raymond                | PLC            |
| Trois-Rivières                    |                 | Léon Balcer                    | PC             |
| Vaudreuil—Soulanges               |                 | Louis-René Beaudoin            | PLC            |
| Verdun                            |                 | Joseph Gérard Yves Leduc       | PLC            |
| Villeneuve                        |                 | Armand Dumas                   | PLC            |

### Saskatchewan
| Circonscription           | Circonscription | Nom                           | Parti |
| ------------------------- | --------------- | ----------------------------- | ----- |
| Assiniboia                |                 | Hazen Argue                   | CCF   |
| Humboldt—Melfort          |                 | Hugh Alexander Bryson         | CCF   |
| Kindersley                |                 | Merv Johnson                  | CCF   |
| Mackenzie                 |                 | Alexander Malcolm Nicholson   | CCF   |
| Meadow Lake               |                 | John Hornby Harrison          | PLC   |
| Melville                  |                 | James Garfield Gardiner       | PLC   |
| Moose Jaw—Lake Centre     |                 | Louis Harrington Lewry        | CCF   |
| Moose Mountain            |                 | Edward George McCullough      | CCF   |
| Prince Albert             |                 | John Diefenbaker              | PC    |
| Qu'Appelle                |                 | Francis Alvin George Hamilton | PC    |
| Regina City               |                 | Alfred Claude Ellis           | CCF   |
| Rosetown—Biggar           |                 | Major James Coldwell          | CCF   |
| Rosthern                  |                 | Walter Adam Tucker            | PLC   |
| Saskatoon                 |                 | Henry Frank Jones             | PC    |
| Swift Current—Maple Creek |                 | Irvin William Studer          | PLC   |
| The Battlefords           |                 | Alexander Maxwell Campbell    | CCF   |
| Yorkton                   |                 | George Hugh Castleden         | CCF   |

### Terre-Neuve
| Circonscription                | Circonscription | Nom                             | Parti |
| ------------------------------ | --------------- | ------------------------------- | ----- |
| Bonavista—Twillingate          |                 | Jack Pickersgill                | PLC   |
| Burin—Burgeo                   |                 | Chesley William Carter          | PLC   |
| Grand Falls—White Bay—Labrador |                 | Thomas Gordon William Ashbourne | PLC   |
| Humber—St. George's            |                 | Herman Maxwell Batten           | PLC   |
| St. John's-Est                 |                 | James Aloysius McGrath          | PC    |
| St. John's-Ouest               |                 | William Joseph Browne           | PC    |
| Trinity—Conception             |                 | Leonard Stick                   | PLC   |

### Territoires du Nord-Ouest
| Circonscription | Circonscription | Nom                  | Parti   |
| --------------- | --------------- | -------------------- | ------- |
| Mackenzie River |                 | Mervyn Arthur Hardie | Libéral |

### Yukon
| Circonscription | Circonscription | Nom                                       | Parti |
| --------------- | --------------- | ----------------------------------------- | ----- |
| Yukon           |                 | James Aubrey Simmons                      | PLC   |
| Yukon           |                 | Erik Nielsen (élection partielle en 1957) | PC    |

## Sources
- (en) Cet article est partiellement ou en totalité issu de l’article de Wikipédia en anglais intitulé « 23rd Canadian Parliament » (voir la liste des auteurs).